# Brande (Ikast-Brande Kommune)
Brande anhörenⓘ ist mit 7394 Einwohnern (1. Januar 2025) die zweitgrößte Stadt der Ikast-Brande Kommune im mittleren Süden der dänischen Region Midtjylland. Brande befindet sich (Luftlinie) etwa 21 km südlich von Ikast, 23 km südsüdöstlich von Herning, 36 km nordwestlich von Vejle und 37 km südwestlich von Silkeborg im Kirchspiel (Sogn) Brande. Bis 2006 war Brande Verwaltungssitz der ehemaligen Brande Kommune.

## Geschichte
Der Name Brande besteht seit etwa 800 Jahren und ist auf das Abbrennen von Wald- und Heidegebieten zur Kultivierung dieses Landes zurückzuführen.
Brande war lange Zeit ein aus wenigen Bauernhöfen bestehendes Dorf. Ende des 19. Jahrhunderts entwickelte es sich entlang der Landstraße zwischen Vejle und Herning. Die Industrie gewann in dem Ort zu dem Zeitpunkt an Bedeutung und förderte das Wachstum von Brande. Durch das stetige Wachstum siedelten sich immer mehr Einrichtungen wie ein Gemeindehaus, eine Sparkasse, ein Missionshaus (Ende des 19. Jahrhunderts) sowie eine Schule, ein Krankenhaus und eine Kartoffelstärkefabrik (Anfang des 20. Jahrhunderts) in Brande an.
1914 wurde der Ort durch die Errichtung eines Bahnhofes im Ort stationsby (Deutsch wörtlich übersetzt Bahnhofsort) an der Bahnstrecke von Vejle nach Herning. Ab 1920 führte die Bahnstrecke Funder–Bramming in den Ort.
1921 hatte Brande 1989 Einwohner. Arbeitsplätze wurden unter anderem durch einen Schlachthof, eine Textilproduktion, eine Zementfabrik, ein Sägewerk, eine Maschinenfabrik, eine Holzfabrik und eine Bierbrauerei geschaffen. 1950 hatte die Stadt 3585 Einwohner. 1964 wurde das Krankenhaus von Brande geschlossen.
Ab 1970 war Brande Verwaltungssitz der gleichnamigen Kommune. Bei deren Auflösung im Rahmen einer Kommunalreform 2006/2007 hatte die Stadt 6388 Einwohner. Sie wurde in die Ikast-Brande Kommune eingegliedert und ist deren regionales Zentrum im Süden.

## Wirtschaft
In Brande hat das Modeunternehmen Bestseller seinen Hauptsitz. Etwa 1500 Arbeitsplätze schafft der Standort in der Stadt. Auch das Energieunternehmen Siemens Gamesa, welches Windkraftanlagen herstellt und Forschung zur Herstellung von umweltfreundlichem Wasserstoff in Brande betreibt, ist dort ansässig.

## Sehenswürdigkeiten
- die über 700 Jahre alte Brande Kirke.[9][10]
- das 1928 gegründete Brande Museum[11]
- die 1843 erbaute Uhre Mølle.[12]

In der Stadt befindet sich ein Erinnerungsstein (dänisch mindesten) zu Ehren von Enrico Mylius Dalgas in unmittelbarer Nähe zum Hotel Dalgas.

## Söhne und Töchter der Stadt
- Sigurd Kristensen (* 1963), Fußball- und Futsalspieler
- Leon Jessen (* 1986), ehemaliger dänischer Fußballnationalspieler
- Rasmus Lauritsen (* 1996), dänischer Fußballspieler, Innenverteidiger bei Dinamo Zagreb (Stand: Februar 2022)[14]
- Rasmus Nissen Kristensen (* 1997), dänischer Fußballnationalspieler
- Valdemar Birksø (* 2001), Fußballtorwart

## Sonstiges
1969 wurde Brande von der Jyllands-Posten zur Stadt des Jahres gewählt, Kriterium hierfür war in diesem Jahr die "kulturelle Entwicklung" einer Stadt. In diesem Bereich konnte Brande punkten, da im Vorjahr die Giebel vieler Häuser in der Stadt von Künstlern mit Gemälden verziert worden waren.
Jährlich findet seit 2015 in Brande ein Street Art Festival statt.

### Bestseller Tower
2017 wurde der Bau eines Wolkenkratzers namens Bestseller Tower, benannt nach der Modemarke Bestseller, angekündigt. Das Design des Wolkenkratzers wurde vom Architektenbüro Dorte Mandrup entworfen. Die Bauarbeiten für den rund 320 Meter hohen Turm sollten 2019 beginnen und 2023 abgeschlossen werden. Das Gebäude wäre das größte Gebäude Westeuropas geworden, wobei es The Shard in London um etwa 10,4 Meter übertroffen hätte. 2020 wurde das Projekt gestoppt.

## Fotogalerie

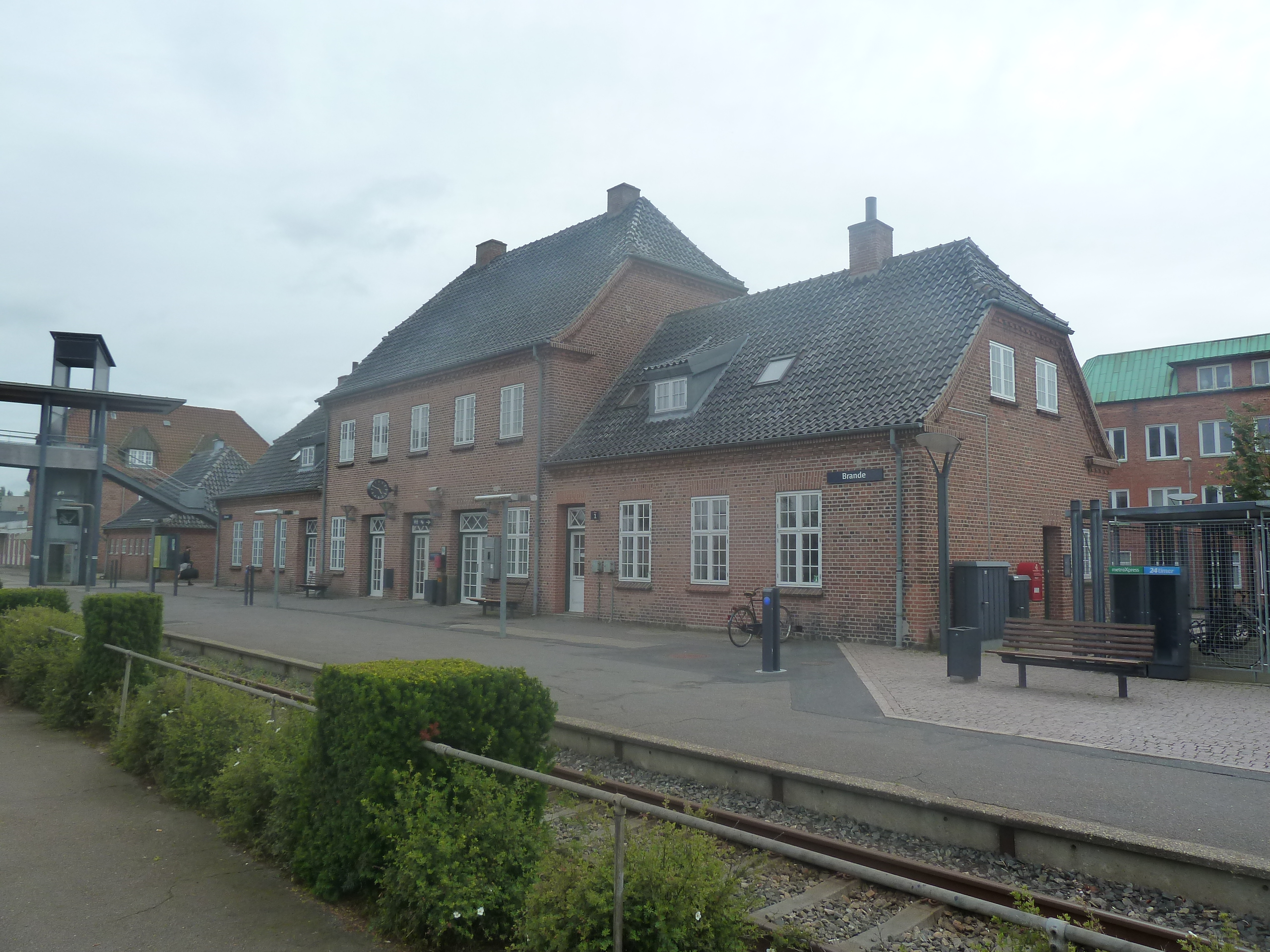
Bahnhof
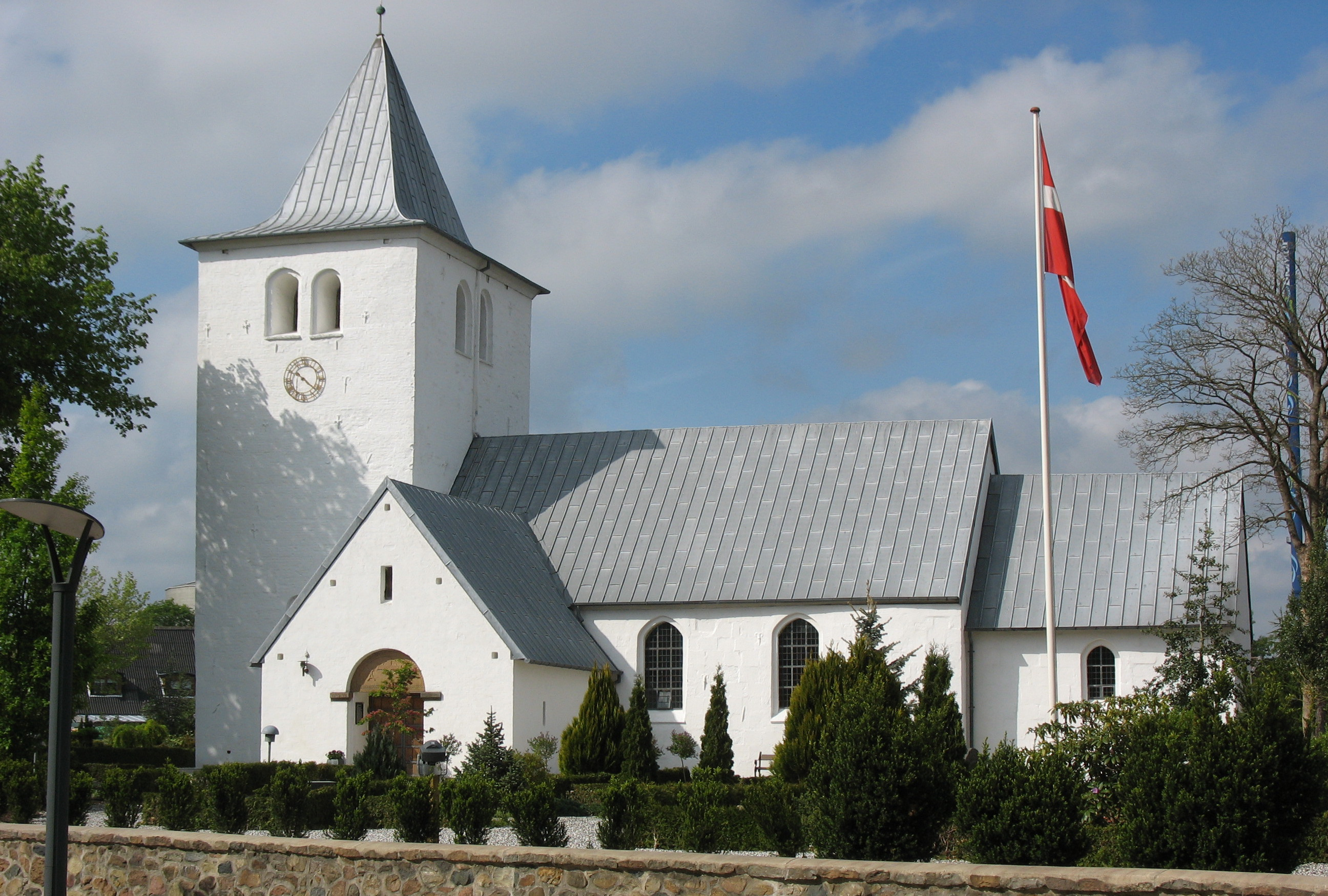
Brande Kirke
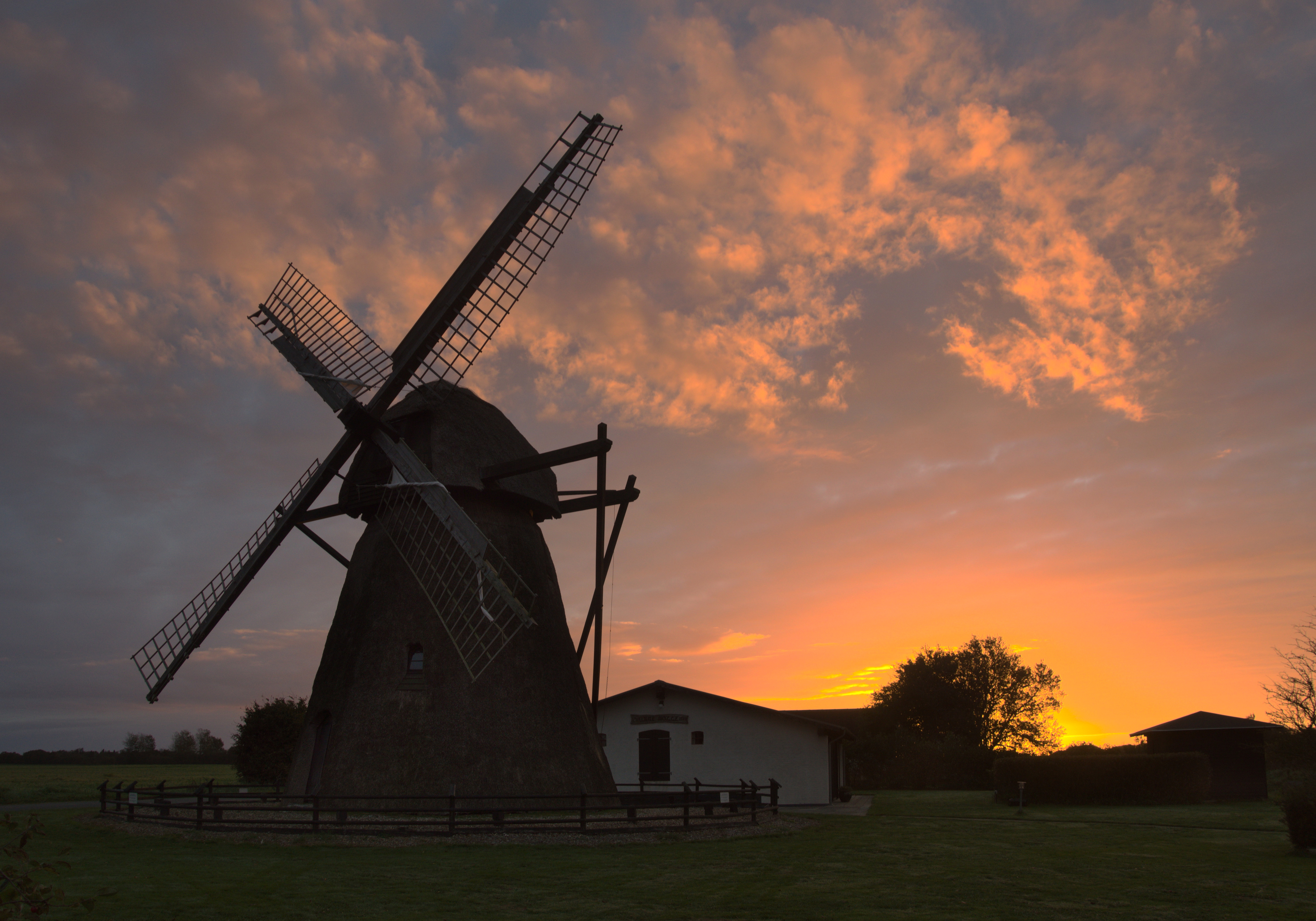
Uhre Mølle
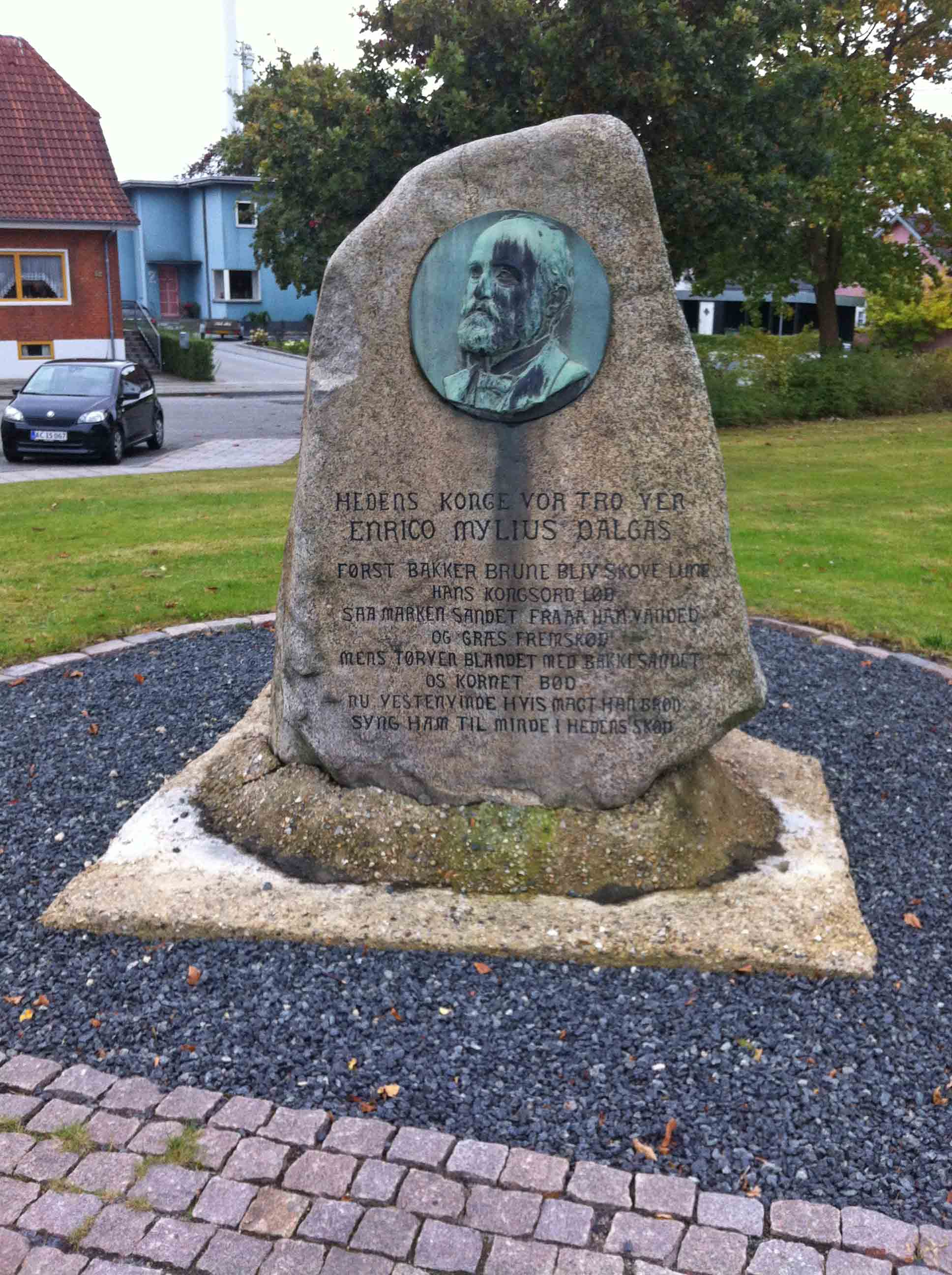
Erinnerungsstein, aufgestellt zu Ehren von Enrico Dalgars
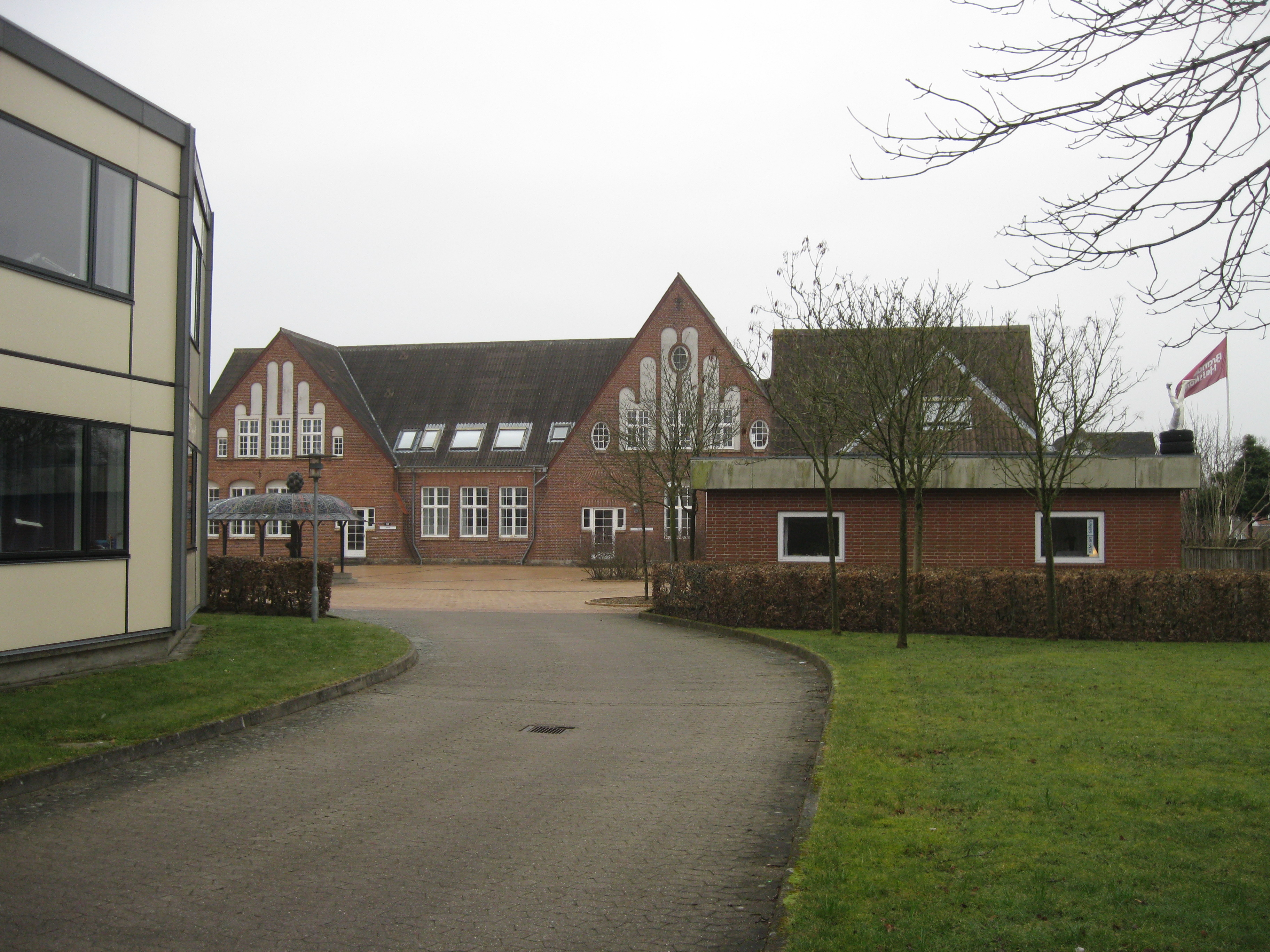
Hochschule
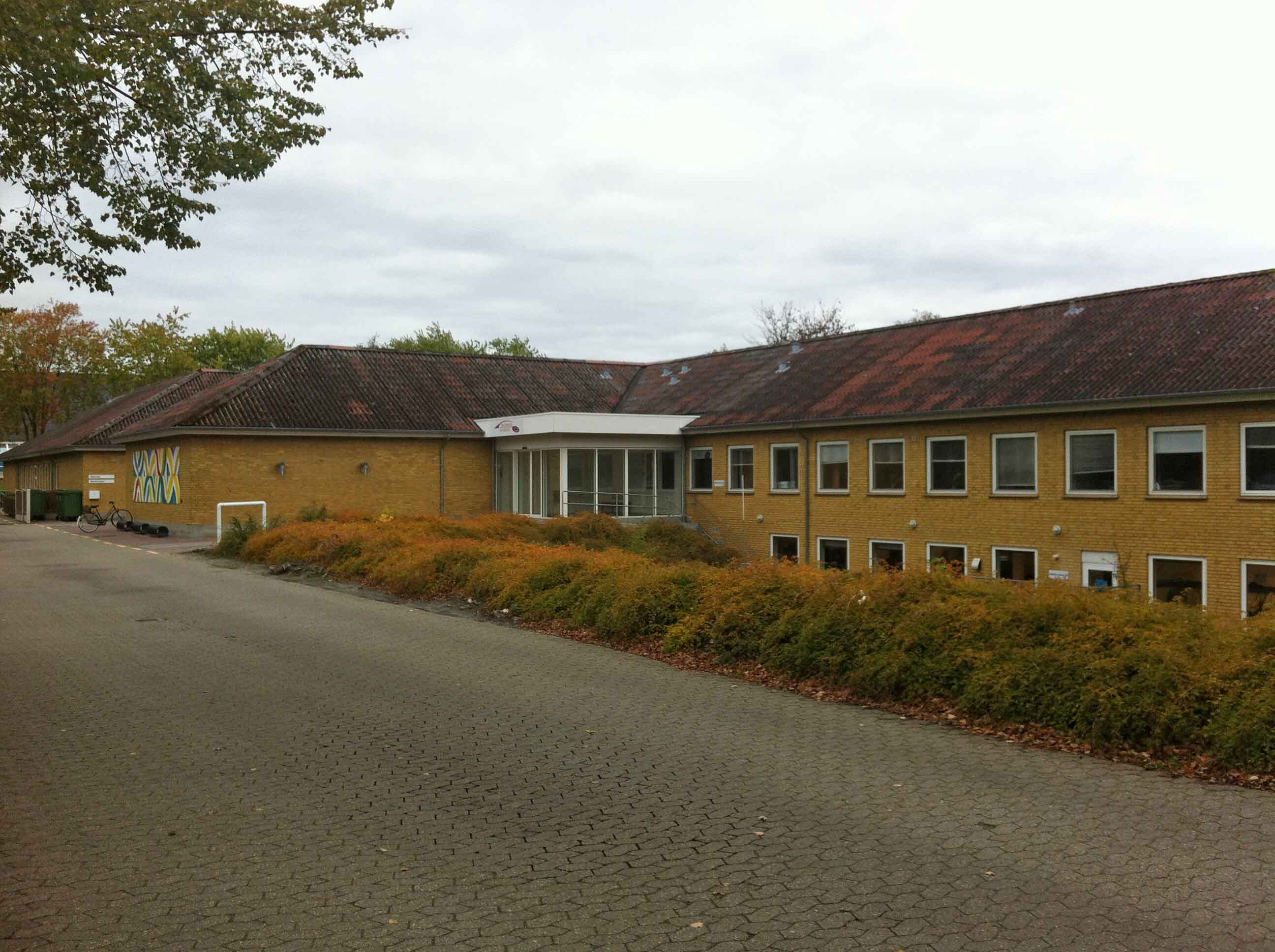
Musikschule und Bibliothek
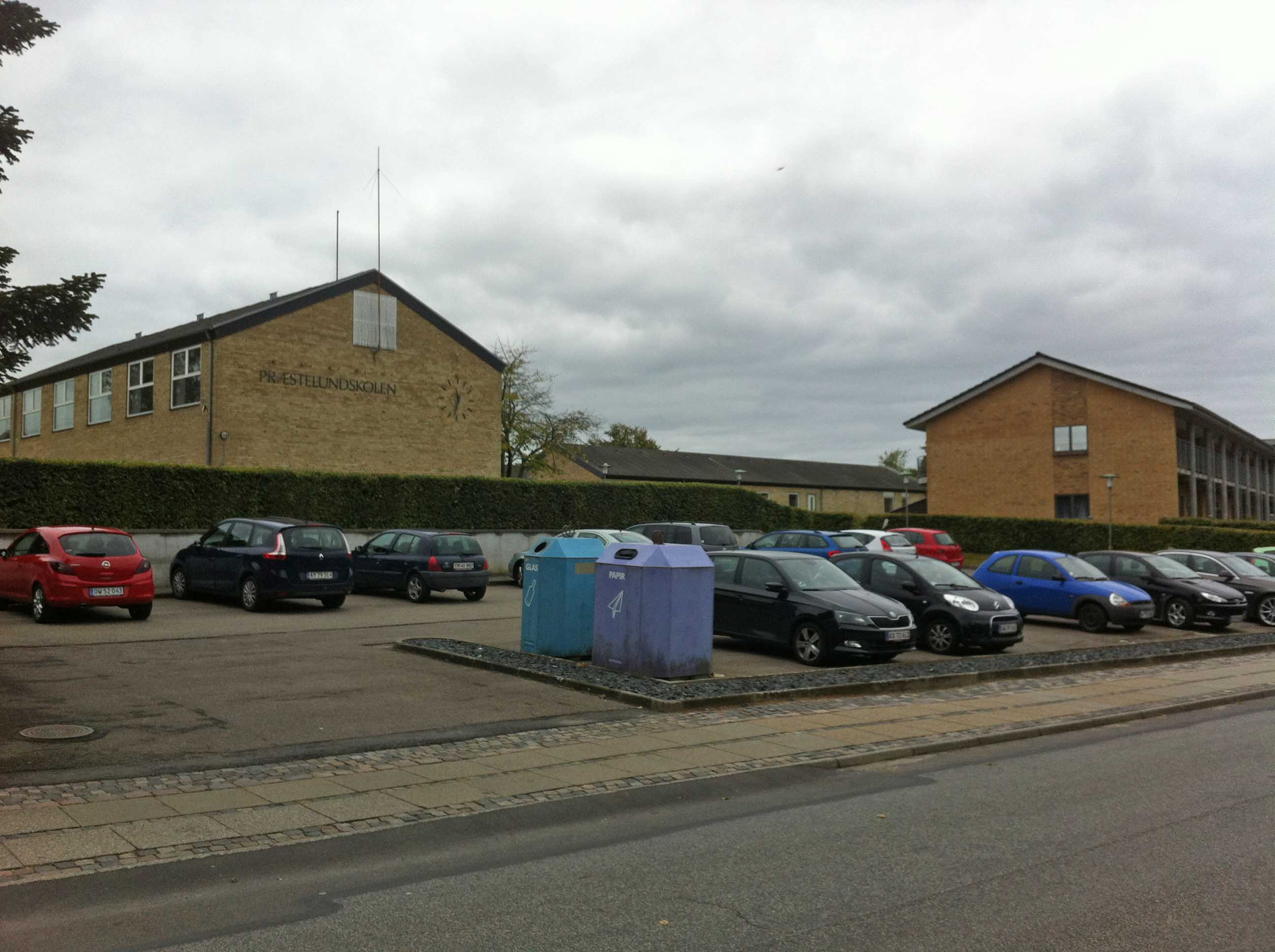
Præstelundskolen
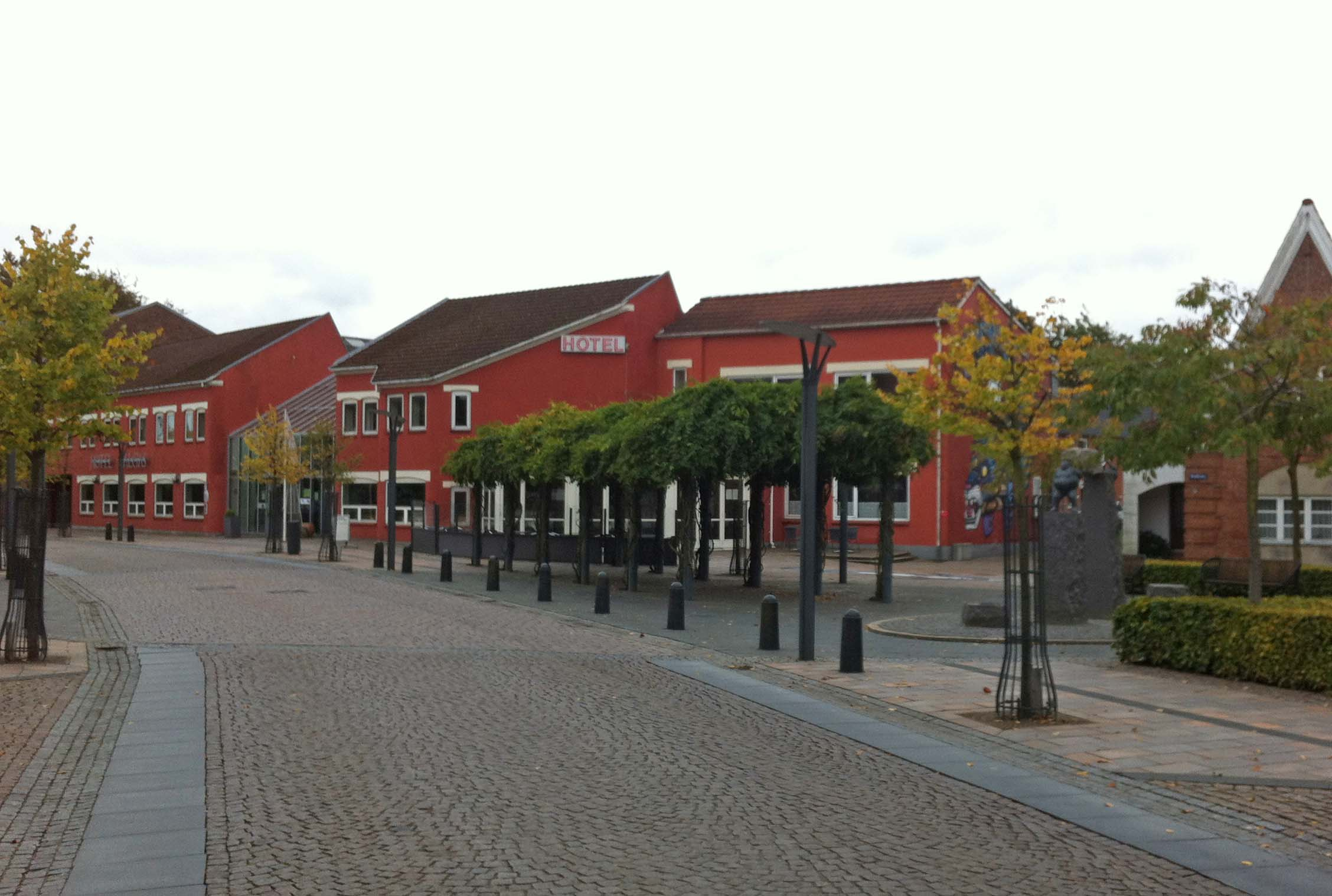
Hotel Dalgas